# 멘드비랑
피에르 멘드비랑(Pierre Maine de Biran, 1766년 11월 29일 베르주라크 - 1824년 7월 20일 파리), 풀 네임 마리 프랑수아 피에르 공티에 드 비랑(Marie François Pierre Gontier de Biran)은 프랑스의 철학자, 수학자이자 심리학의 선구자로, 관념론 협회의 철학과 결별한 이후, 프랑스 유심론 사조에 속하였다.

## 생애
베르주라크 출신으로 파리에 나와서 근위사관이 되었고 나폴레옹 치하에서는 베르주라크 군수를 지냈으며, 왕정복고 시대에는 하원의원과 참의원으로 활약하였다. 사상가로서는 프랑스 관념학에서 출발하여 습관을 수동적 습관과 능동적 습관으로 구별해 정신의 능동성·자발성을 인정함으로써 관념학의 유물론적인 경향을 반대하기에 이른다. 그리하여 정신의 작용을 기본적 사실로 하여 의식의 중심을 '노력'이라는 원시적 사실에서 구해 "나는 욕구하고 일한다. 그러므로 나는 존재한다"라고 말하였다. 그리하여 여기에서 심리학을 떠나 이 개별적 자아를 그 형이상학적 본질에서 포착하여 주의주의적 내성철학(主意主義的 內省哲學)에 의하여 인간을 형이상학적으로 규정한다고 하는 독특한 유심론을 전개하였으며, 결국은 그리스도교적 신비주의에 이르렀다.

## 같이 보기
- 제임스 마크 볼드윈
- 미셸 앙리
- 뤼시앵 레비브륄

## 참고 자료
- 이 문서에는 다음커뮤니케이션(현 카카오)에서 GFDL 또는 CC-SA 라이선스로 배포한 글로벌 세계대백과사전의 내용을 기초로 작성된 글이 포함되어 있습니다.